# Hraniční přechod Pomezí nad Ohří – Schirnding
Hraniční přechod Pomezí nad Ohří – Schirnding (německy Grenzübergang Schirnding – Pomezí nad Ohří) je bývalý silniční hraniční přechod, který se nachází na česko-německé státní hranici na hraničním úseku III/1 - III/2 mezi českou obcí Pomezí nad Ohří (okres Cheb, Karlovarský kraj) a německou obcí Schirnding (zemský okres Wunsiedel im Fichtelgebirge, spolková země Bavorsko). Přechod leží v nadmořské výšce 455 m n. m. na silnici I/6 a Evropské silnici E48; za hranicí pokračuje silnice pod označením 303. Před zrušením byl určen pro pěší, cyklisty, motocykly, osobní automobily, autobusy a nákladní automobily.
Hraniční přechod byl zrušen při vstupu České republiky do Schengenského prostoru v roce 2007. V případě dočasného znovuzavedení ochrany vnitřních hranic je provoz na hraničním přechodu upraven Sdělením Ministerstva vnitra č. 395/2021 Sb.

## Další informace
- V úterý 1. května 1945 v 10 hodin dopoledne překročil Československé hranice v místě přechodu kombinovaný oddíl pod velením podplukovníka Sítka. V místě, které mělo podle americké vojenské mapy pro oblast Bayreuthu v měřítku 1:100 000 souřadnice P 242750, byla potom na stožár přivezený z Bavorska vztyčena s vojenskými poctami československá vlajka.[4]
- 23. května 1978 zde proběhl pokus bratranců Barešových o ozbrojený přechod hranice do Západního Německa, při kterém unesli autobus s 39 studenty.[5][6]